# 倉本清子
倉本 清子（くらもと さやこ、1983年7月23日 - ）は、日本の女優。元グラビアアイドル。滋賀県草津市出身。TOM companyに所属。旧芸名は和希沙也（かずき さや）。

## 略歴
2001年よりHOP CLUB（ホリプロ大阪支社所属の女性アイドルによるユニットで、関西を中心に活動）の第1期メンバーとして活動。
2002年、ミスマガジン2002のグランプリに約1万5000人の中から選ばれる。
2003年にホリプロ大阪支社から同社東京本社に籍を移し、本格的に東京での活動を始めた。「FILM FACTORY」にて監督業に挑戦。
2009年11月、1年以上かけて執筆した児童向け推理小説『占い×探偵』（学研）で小説家デビュー。和希は原案、人物設定などを担当し、複数人のチームで執筆した。
2011年7月3日に、演出家の倉本朋幸と結婚。その後ホリプロを退所、2014年TOM companyに所属し女優として復帰。2016年9月19日、第1子女児の出産を報告。
2020年1月1日より、芸名を本名である倉本清子（くらもと さやこ）へと改名したことを、同日に自身のブログにて発表した。

## 人物
- 趣味は映画鑑賞、読書。好きな色は黒と白[8]。
- 姉と弟がいる[1]。
- タレントになる前はヘアメイクになりたかったが[9]、母親の薦めでオーディションを受け、HOP CLUB入りしたという逸話がある[8]。
- 中学時代は剣道部に入っていた[10]。

## 作品

### シングル
- スタフィーの大冒険（2003年9月3日、TOCT-4616） - EAN 4988006187085。

### 映像作品
- HOP CLUB 1st Video（2002年1月25日、竹書房）
- HOP CLUB JUMP UP!（2002年2月25日、ビームエンタテインメント） - EAN 4947127519687。
- ミスマガジン2002 和希沙也（2002年10月23日、バップ） - EAN 4988021112451。
- Selfish（2003年5月21日、ポニーキャニオン） - EAN 4988013492103。
- friend（2003年12月5日、トライエックス） - EAN 4968855460010。
- かずきさや（2004年8月20日、ラインコミュニケーションズ） - EAN 4529971200999。
- 和希沙也 紙上遊戯（2004年12月25日、GPミュージアム） - EAN 4560164652249。
- あしたのあたし（2005年4月6日、ポニーキャニオン） - EAN 4988013873605。
- つたえたいこと（2006年7月25日、フォーサイド・ドット・コム） - EAN 4571152113963。

## 出演

### テレビドラマ
- ライオン先生（読売テレビ） - 西田あおい 役
- ほんとにあった怖い話（フジテレビ）
  - 廃屋の少女（2004年1月10日）
  - 宝塚山（2004年10月11日）
- 金曜プレステージ「ひみつな奥さん」（フジテレビ）- マイ 役
- 拝み屋横丁顛末記（テレビ朝日） - 伏見東子 役
- キイナ〜不可能犯罪捜査官〜（2009年2月18日、日本テレビ） - 看護師 役
- ハンチョウ〜神南署安積班〜 シリーズ4〜正義の代償〜（2011年4月11日・6月27日、TBSテレビ） - 看護婦 役
- 名探偵コナン 工藤新一への挑戦状 第4話（2011年7月28日、読売テレビ） - 新妻彩夏 役
- 最高の離婚 第10話（2013年、フジテレビ）
- タンクトップファイター 第3・4話（2013年5月2日・9日、TBSテレビ） - 優梨愛 役
- 極悪がんぼ 第2話（2014年4月21日、フジテレビ） - 愛染艶子 役
- TEAM -警視庁特別犯罪捜査本部- 最終話（2014年6月11日、テレビ朝日） - 吉崎仁美 役
- Dr.ナースエイド 金曜ロードSHOW!特別ドラマ企画（2014年11月7日、日本テレビ） - 森かおり 役
- 坂道の家 松本清張ドラマスペシャル（2014年12月6日、テレビ朝日） - 高橋伴子 役
- ワイルド・ヒーローズ（2015年4月19日 - 6月21日、日本テレビ） - 里島夏美 役

### 映画
- YOSHIMOTO DIRECTOR'S 100 〜100人が映画撮りました〜「Paradise Paradise」（ぜんじろう監督）
- ホームレスが中学生 （城定秀夫監督）
- 静かなるドン 新章 3・4（2011年） - 秋野明美 役
- 映画 ST 赤と白の捜査ファイル （2015年1月、佐藤東弥監督）
- 殺る女（2018年10月、宮野ケイジ監督）
- どうしようもない僕のちっぽけな世界は、（2022年6月25日、倉本朋幸監督）- かな 役

### その他テレビ
- ティーンズTV 世の中なんでも現代社会（NHK教育テレビ） - ルージュ<赤>のエージェント サヤ 役
- ペット大集合!ポチたま（テレビ東京） - レギュラー
- アッコにおまかせ!（TBSテレビ） - 準レギュラー
- あっぷ&UP!（関西テレビ） - 準レギュラー
- That's宝くじ（TBSテレビ） - 準レギュラー
- フューチャーガールズ（2003年4月 - 9月、東海テレビ）
- シブスタ 金曜日（2004年4月 - 2005年3月、テレビ東京）
- アイドル道（フジテレビ721）
- 志村塾（2004年4月 - 9月、フジテレビ）
- バックドロップ（2004年4月 - 9月、メ〜テレ）
- クイズ!紳助くん（朝日放送） - アシスタント（2004年10月 - 2006年12月）
- Shibuya Deep A（NHK-BS2）
- リサッチ（東海テレビ） - レギュラー（2007年1月11日-2009年3月26日）
- ときめき滋賀'S（2007年4月28日・6月23日、びわ湖放送）
- 新感覚☆わかる使える英文法（2007年4月2日 - 9月27日・2008年9月29日 - 2009年3月26日、NHK教育テレビ）
- ミュージャック（関西テレビ）- JACKERSレポーター
- 水野真紀の魔法のレストラン（毎日放送） - 月1回出演の準レギュラー
- 勉強してきましたクイズ ガリベン（テレビ朝日） - 準レギュラー
- 夢の扉 〜NEXT DOOR〜（2008年12月21日、TBS） - ナビゲーター
- 東北・北海道 小京都 サスペンス劇場ツアー（2009年11月14日、福島中央テレビ）
- アグレッシブですけど、何か?（2010年3月8日 - 22日、広島ホームテレビ）
- 逃走中（2010年3月24日、フジテレビ）
- NHK高校講座 数学基礎（2010年4月29日 - 2013年2月28日、NHK教育テレビ）
- 会社見学!スクープを探せ!（2010年9月23日、テレビ東京） - 司会
- かんさい特集「関西鉄道すごろくクイズ」（2010年11月12日・19日、NHK大阪）
- 本当のエコを考える地球旅行 〜明日へのチカラ〜（2011年6月3日、日本テレビ）
- 原宿ネストカフェ（2013年3月2日、TBS） - 未央 役

### ラジオ
- ペナルティのゴックンでございます（CBCラジオ） - レギュラー（2004年9月28日 - 2007年9月25日）
- ヤンマガ伝説キャイ〜ンDAあ゛〜ん（TBSラジオ）
- Reco（TOKYO FM） - マンスリーアシスタント（2005年10月）
- レコメン!（文化放送） - 月曜日担当
- Bフライデースペシャル 陣内・ケンコバ45ラジオ（2003年4月 - 9月、MBSラジオ）
- 高田純次・河合美智子の東京パラダイス（2009年11月28日、文化放送）

### テレビアニメ
- 結界師（読売テレビ） - 神田百合奈 役
- こちら葛飾区亀有公園前派出所「両さんと忠犬ラッキー物語 〜亀有大包囲網をかわせ!!〜」（2005年10月23日、フジテレビ） - サファイア王女 役
- デジガールPOP!（キッズステーション） - デジガール 役

### 劇場アニメ
- ちえりとチェリー（2016年7月30日） - 敬子 役[11][12]

### 舞台
- ハンブン東京 （2007年11月16日 - 18日）
- 舞台「2LDK」A:和希沙也×水崎綾女（2010年5月1日）
- 東京の空に（2011年4月2日 - 10日）
- アメリカン家族 （2011年8月30日 - 9月4日）
- 文學青年 （2011年10月7日 - 10月10日）
- 好き好き大好き超愛してる。（2012年11月7日 - 11日）

### CM
- 東京ガス 「ガスパッチョ」（2007年）
- 資生堂 「unoデオドラントスプレー」（2007年）

### イメージキャラクター
- 全国高等学校サッカー選手権大会（第82回：2003年度、第83回：2004年度）
- ナイキ PDK Rejoice II（2009年）
- 情報流通行政局郵政行政部 信書便制度周知用ポスター（2009年）

### ゲーム
- メタルギアソリッド2 サブスタンス（PS2版にのみ、「MISSONS」のPHOTOGRAPH MODEにポスターとして登場）
- メタルギアソリッド3（ゲーム内の雑誌「サブラ」のグラビア）

## 書籍

### 写真集
- HOP CLUB 1st写真集「STEP 1」（2002年1月、彩文館出版）
- Lip Smile（2003年5月、河野英喜、ワニブックス）ISBN 4-8470-2744-2
- VOICES（2003年12月、河野英喜、リイド社）ISBN 4-8458-2755-7
- かずきっす（2005年2月、小塚毅之、講談社）ISBN 4-0636-4630-0

### ムック本
- ミスマガジン2002（2002年10月、講談社）